# Sierras Subbéticas
Mit Sierras Subbéticas wird eine Gebirgsregion bezeichnet, die im zentralen Andalusien, im Südosten der Provinz Córdoba in Spanien liegt. Sie ist Teil der sogenannten betischen Kordillere, zu der auch die weiter östlich gelegene Sierra Nevada gehört. Im Jahr 1988 wurde ein großer Teil des Gebiets zum Naturpark erklärt und erhielt die Bezeichnung Parque Natural de Sierras Subbéticas. Seit 2006 gehört das Gebirge aufgrund seiner geologischen Relevanz zu den UNESCO-Geoparks.

## Landschaft und Klima
Die Sierras Subbéticas setzen sich aus zwei Gebirgszügen zusammen, dem Bergland von Cabra im Norden, sowie den Sierras von Rute und Horconera im Süden des Naturparks, die beide durch den Korridor von Carcabuey getrennt werden. Das Bergland von Cabra ist weniger schroff, jedoch stark verkarstet und geprägt durch Polja, sowie durch Höhlen und Schluchten. Höchste Erhebung der Berglands von Cabra ist der Lobatejo mit 1.379 m. Die Sierras von Rute und Horconera sind erheblich schroffer, mit Steilwänden, Schluchten und höheren Gipfeln. Hier liegt auch der höchste Berg der Provinz Córdoba, der 1.570 m hohe La Tinosa. In den tiefer gelegenen Gebieten findet man ausgedehnte Olivenplantagen. Der Korridor von Carcabuey weist eine Anzahl kleinerer Bergzüge auf, die ebenfalls über 1.000 m Höhe erreichen können, so die Sierra Gallinera mit 1.097 m. Auch hier gibt es zahlreiche Olivenhaine.
Milde Winter und lange heiße Sommer kennzeichnen das vorherrschende typische Mittelmeerklima. Die Durchschnittstemperaturen liegen im Winter bei 9° und im Sommer bei 29,5°. Es regnet überwiegend im Winter, während es im Sommer kaum Niederschläge gibt. In den Höhenlagen fällt im Winter manchmal Schnee. Die höchsten Niederschlagsmengen verzeichnet man im Bergland von Cabra, wo bis zu rund 1.000 mm Niederschlag im Jahr gemessen werden. In den Sierras von Rute und Horconera dagegen gibt es weniger als 600 mm Regen jährlich.

## Geologie und Gewässer
Das Gestein der Sierras Subbétcas entstand im Trias bis einschließlich Oligozän. Vorherrschend sind Kalk und Kreide, sowie Mergel und Dolomit. Mit Karst werden Geländeformationen bezeichnet, die durch Kohlensäureverwitterung von Kalkstein entstanden sind, hervorgerufen durch erheblich größere Regenmengen als heute. Im ebenen Gelände bei Cabra sind sogenannte Karren zu finden, wie ausgewaschenen Rinnen und Furchen genannt werden. Runde oder elliptische trichterförmige Senken heißen Doline, wie die Dolinen von Los Hoyones. Mit Sima wird eine eingestürzte Doline bezeichnet und wohl die bekannteste ist mit 161 m Tiefe die Sima von Cabra. Polje wird eine typische wannenförmige Senke genannt, so zum Beispiel die Polje de la Nava nordöstlich von Cabra. Unterirdische Karsterscheinungen sind Höhlen, wie die Cueva de los Murciélagos bei Zuheros.
85 Prozent des Regenwassers versickern im porösen und zerklüfteten Kalkgestein der Sierras Subbéticas, treffen jedoch in Höhenlagen von rund 550 m Höhe auf eine undurchlässige Mergelschicht. Das hat zur Folge, dass das Wasser in zahlreichen Quellen wieder austritt und den gesamten Süden der Provinz Córdoba versorgt. Eine der bekanntesten Quellen ist die Fuente del Rey in Priego de Córdoba. Die Bäche und Flüsse der Region haben im Laufe der Jahrmillionen teils tiefe Schluchten in die Landschaft geschnitten. Die Flussläufe wenden sich entweder nach Osten und fließen in den Guadajaz oder münden südwärts in den Genil. Beides sind Nebenflüsse des Guadalquivirs, Andalusiens größtem Strom.

## Pflanzen und Tiere
In den Sierras Subbéticas finden sich nur wenige Restbestände von Pfingstrosen und Steineichen, die hier ursprünglich heimisch waren. Der ehemalige Bewuchs wurde weitgehend, besonders in tieferen Lagen, durch Olivenhaine ersetzt. In höheren Lagen gibt noch Steineichenwälder, die mit Portugiesischen Eichen und Französischem Ahorn durchsetzt sind. Verbreitet sind Zwergstrauchgebüsche, Rasenflächen und nur hier vorkommende Pflanzen. Diese Endemiten bestehen unter anderem aus der Spatzenzunge (Thymelaea granatensis), der Winde (Convolvulus boissieri) und der Kugelblume (Globularia espinosa). In den Felswänden wächst zum Beispiel der sogenannte Felsentee (Jasonia glutinosa), der Gamander (Teucrium retundifolium), verschiedene Glockenblumen (Campanula spatulata) und der Scharfe Mauerpfeffer (Sedum acre). An den Bachläufen findet man Reste des ehemaligen bachbegleitenden Waldes, wie Silber- und Bruchweiden, sowie etwas entfernt Erlen und Pappeln.
Die Wälder sind Lebensraum von Wildschweinen, Wildkatzen und zahlreichen Vogelarten, darunter viele Greifvogelarten, wie Habicht, Sperber, Zwerg- und Schlangenadler. In den felsigen Gebieten leben Stein- und Habichtsadler, Wanderfalke, sowie Gänse- und Schmutzgeier. An Säugetieren sind hier Steinböcke, Steinmarder und Fledermäuse zu finden und Reptilien sind unter anderen durch die Perleidechse und die Stülpnasenotter  vertreten.

## Geschichte und Wirtschaft
Spuren menschlicher Besiedlung stammen aus Höhlen, wie der Cuevade los Cholones bei Zagrilla und der Cueva de los Murciélagos bei Zuheros. Hier wurden Artefakte aus der Alt- und Jungsteinzeit und Felszeichnungen entdeckt. Vor 6.000 Jahren bauten hier die Bewohner Weizen an und züchteten Schafe, Ziegen und Schweine.
Bei Doña Mencía und Zuheros befinden sich Reste von Befestigungsanlagen der Iberer aus prähistorischer Zeit. Etwa im 2. Jahrhundert v. Chr. wurde das Gebiet von Römern besiedelt. Sie betrieben Ackerbau und Weidewirtschaft und pflanzten vermutlich die ersten Olivenbäume und Weinstöcke. Im Stadtzentrum von Cabra entdeckte man Überreste aus der Römerzeit. Die Mauren hinterließen zahlreiche Spuren, wie die Burgen von Cabra, Carcabuey, Luque, Priego und Zuheros, sowie viele Wachtürme. Den Arabern ist der Anbau von Feigen, Granatäpfeln und Safran zu verdanken.
Die Reconquista, die Wiedereroberung des Gebiets durch die Christen, dauerte vom 8. bis 15. Jahrhundert und die letzte maurische Bastion bei Granada wurde 1492 erobert. Danach bildete sich auch in den Sierras Subbéticas der Großgrundbesitz, der zu Aufständen der verarmten Landbevölkerung führte. Erst als im 20. Jahrhundert der Herzog von Medinaceli und die Grafen von Revilla ihren Großgrundbesitz verkauften, entwickelte sich der Olivenanbau zum heutigen Ausmaß. Das Olivenöl der Region besitzt zwei geschützte Herkunftsbezeichnungen, nämlich Baena und Priego de Córdoba. Außerdem gehören Schafs- und Ziegenkäse zu den Spezialitäten der Gegend. In der Touristik werden unter anderem geführte Wanderungen durch den Naturpark angeboten.